# Lost Demos
Lost Demos es el quinto álbum de estudio de la banda chilena Electrodomésticos, lanzado en vinilo en 2014. Reúne demos grabados por el grupo antes de su primera separación, en 1992.

## Lista de canciones
Todas las canciones escritas y compuestas por Carlos Cabezas Rocuant. 
| N.º   | Título                | Duración |  |
| 1.    | «Endoncia*»           | 5:26     |  |
| 2.    | «Alegarikous*»        | 7:24     |  |
| 3.    | «Life in the tropics» | 3:38     |  |
| 4.    | «Diablo»              | 4:39     |  |
| 5.    | «Maturana»            | 4:54     |  |
| 6.    | «Hot Mex»             | 4:06     |  |
| 7.    | «Dormido»             | 5:42     |  |
| 8.    | «Politikis»           | 4:49     |  |
| 50:48 |                       |          |  |

*Publicadas por Carlos Cabezas en su disco solista El resplandor, de 1997.

## Créditos
- Carlos Cabezas Rocuant: guitarra, voz
- Silvio Paredes: bajo, cintas
- Ernesto Medina: guitarra, cintas
- Michel Durot: trompeta